# Кубок мира по конькобежному спорту 2014/2015 (этап 4)

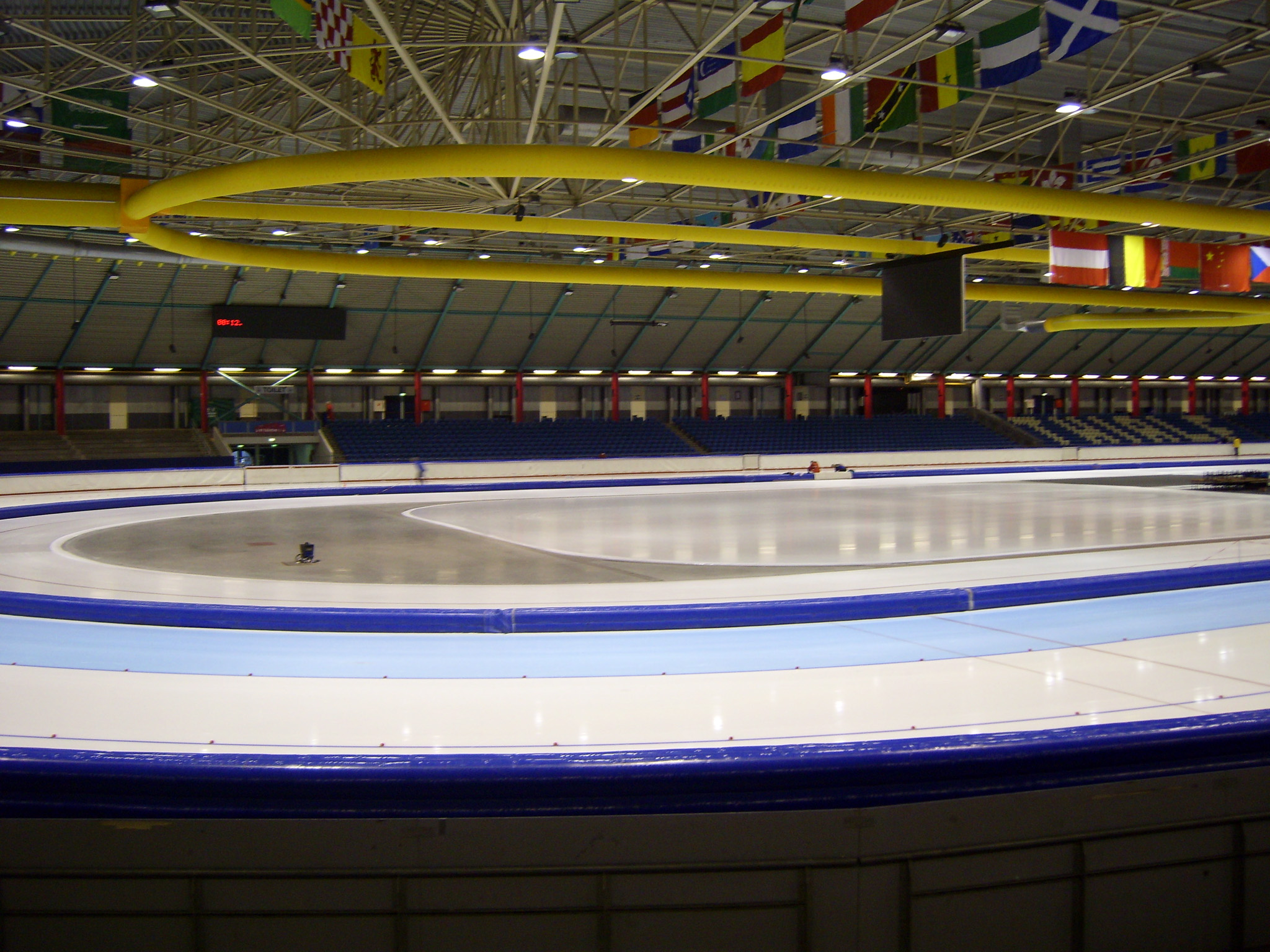
Каток Тиалф

Четвёртый этап Кубка мира по конькобежному спорту в сезоне 2014/2015 прошёл 12-14 декабря 2014 года на катке Тиалф в Херенвене, Нидерланды. Забеги проводились на дистанциях 500, 1000, 1500 метров, масс-старте, командной гонке, а также на 3000 метров у женщин и 5000 метров у мужчин.
В первый день было установлено 10 личных рекордов, в том числе, Павла Кулижникова на 500 метров, национальный рекорд Швеции. Во второй день были установлены 5 личных рекордов, в том числе, Павла Кулижникова на 1000 метров, национальный рекорд Дании, национальный рекорд Швеции для юниоров. В третий день этапа было установлено ещё 7 личных рекордов, в том числе, Павла Кулижникова на 500 метров. После четвёртого этапа общий зачёт Кубка мира возглавляют Павел Кулижников у мужчин и Ирен Вюст у женщин.

## Призёры

### Мужчины
| Дистанция       | Участники                                    | Золото                                                        | Время      | Серебро                                                         | Время   | Бронза                                                                  | Время   |
| 500 м           | 1-й забег А — 20 участников Б — 33 участника | Павел Кулижников Россия                                       | 34,63 РВ   | Артур Вас · Польша                                              | 34,93   | Лоран Дюбреил · Канада                                                  | 35,09   |
| 500 м           | 2-й забег А — 21 участник Б — 26 участников  | Павел Кулижников Россия                                       | 34,58 РВ   | Артур Вас · Польша                                              | 34,87   | Ян Смекенс · Нидерланды                                                 | 35,01   |
| 1000 м          | А — 20 участников Б — 30 участников          | Павел Кулижников · Россия                                     | 1:08,77 РВ | Кьелд Нёйс · Нидерланды                                         | 1:09,04 | Хейн Оттерспер · Нидерланды                                             | 1:09,06 |
| 1500 м          | А — 20 участников Б — 30 участников          | Ян Шиманьский · Польша                                        | 1:45,92    | Ваутер Олде Хёвел · Нидерланды                                  | 1:46,22 | Шани Дэвис · США                                                        | 1:46,33 |
| 5000 м          | А — 16 участников Б — 26 участников          | Свен Крамер · Нидерланды                                      | 6:12,74    | Йоррит Бергсма · Нидерланды                                     | 6:14,08 | Ваутер Олде Хёвел · Нидерланды                                          | 6:19,58 |
| Командная гонка | 10 команд                                    | Республика Корея · Ли Сын Хун · Ким Чхоль Мин · Byung Wook Ko | 3:44,57    | Нидерланды · Арьян Стротинга · Дауве де Врис · Франк Врёгденхил | 3:44,97 | Норвегия · Ховард Бёкко · Фредрик ван дер Хорст · Сверре Лунде Педерсен | 3:45,52 |
| Масс-старт      | 28 участников                                | Йоррит Бергсма · Нидерланды                                   | 7:32,92    | Ли Сын Хун · Республика Корея                                   | 7:34,57 | Фабио Франколини · Италия                                               | 7:34,60 |

### Женщины
| Дистанция       | Участники                                  | Золото                                                          | Время   | Серебро                                                  | Время   | Бронза                                                        | Время   |
| 500 м           | 1-й забег А — 20 участниц Б — 19 участниц  | Ли Сан Хва · Республика Корея                                   | 37,69   | Нао Кодайра · Япония                                     | 37,70   | Юдит Хессе · Германия                                         | 37,88   |
| 500 м           | 2-й забег А — 21 участница Б — 16 участниц | Хизер Ричардсон · США                                           | 37,72   | Бриттани Боу · США                                       | 38,05   | Ли Сан Хва · Республика Корея                                 | 38,07   |
| 1000 м          | А — 18 участниц Б — 21 участница           | Хизер Ричардсон · США                                           | 1:14,63 | Бриттани Боу · США                                       | 1:14,68 | Ли Циши · Китай                                               | 1:15,71 |
| 1500 м          | А — 20 участниц Б — 21 участница           | Хизер Ричардсон · США                                           | 1:53,87 | Бриттани Боу · США                                       | 1:54,70 | Маррит Ленстра · Нидерланды                                   | 1:55,95 |
| 3000 м          | А — 16 участниц Б — 25 участниц            | Мартина Сабликова · Чехия                                       | 4:02,84 | Ирен Вюст · Нидерланды                                   | 4:03,14 | Карлейн Ахтеректе · Нидерланды                                | 4:05,95 |
| Командная гонка | 8 команд                                   | Нидерланды · Линда де Врис · Маррит Ленстра · Карлейн Ахтеректе | 2:59,69 | Германия · Клаудия Пехштайн · Бенте Краус · Изабелль Ост | 3:01,96 | Польша · Луиза Злотковска · Катажина Возняк · Александра Госс | 3:02,31 |
| Масс-старт      | 25 участниц                                | Ивани Блондин · Канада                                          | 8:24,01 | Ким Бо Рым · Республика Корея                            | 8:24,03 | Ирене Схаутен · Нидерланды                                    | 8:24,21 |

* при равенстве результатов место определяется с учётом тысячных долей секунды (указаны в скобках)